# Dekanat brasławski (eparchia połocka i głębocka)
Dekanat brasławski – jeden z dziesięciu dekanatów eparchii połockiej i głębockiej Egzarchatu Białoruskiego Patriarchatu Moskiewskiego.
Dziekanem jest protojerej Michaił Kolada.

## Parafie w dekanacie[1]
- Parafia Opieki Matki Bożej w Bohiniu
  - Cerkiew Opieki Matki Bożej w Bohiniu
- Parafia Zaśnięcia Matki Bożej w Brasławiu
  - Cerkiew Zaśnięcia Matki Bożej w Brasławiu
- Parafia św. Jerzego Zwycięzcy w Drui
  - Cerkiew św. Jerzego Zwycięzcy w Drui
- Parafia Świętych Apostołów Piotra i Pawła w Dryświatach
  - Cerkiew Świętych Apostołów Piotra i Pawła w Dryświatach
- Parafia św. Mikołaja Cudotwórcy w Ikaźni
  - Cerkiew św. Mikołaja Cudotwórcy w Ikaźni
- Parafia Świętego Ducha w Kozianach
  - Cerkiew Świętego Ducha w Kozianach
- Parafia św. Mikołaja Cudotwórcy w Widzach
  - Cerkiew św. Mikołaja Cudotwórcy w Widzach
- Parafia Świętych Apostołów Piotra i Pawła w Zamoszach
  - Cerkiew Świętych Apostołów Piotra i Pawła w Zamoszach

Na terenie dekanatu działają ponadto żeński monaster św. Pantelejmona w Brasławiu oraz kaplica św. Łukasza Biskupa Krymu w brasławskim szpitalu rejonowym.

## Galeria

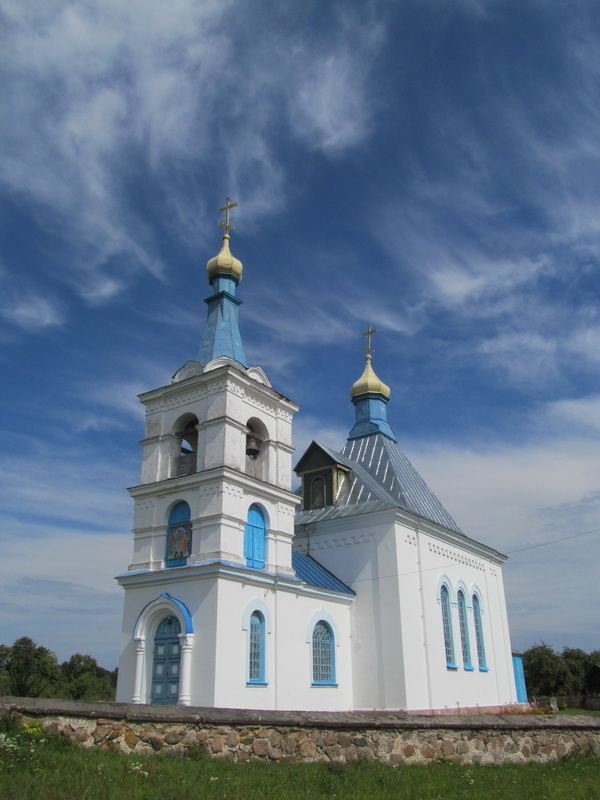
Cerkiew Opieki Matki Bożej w Bohiniu
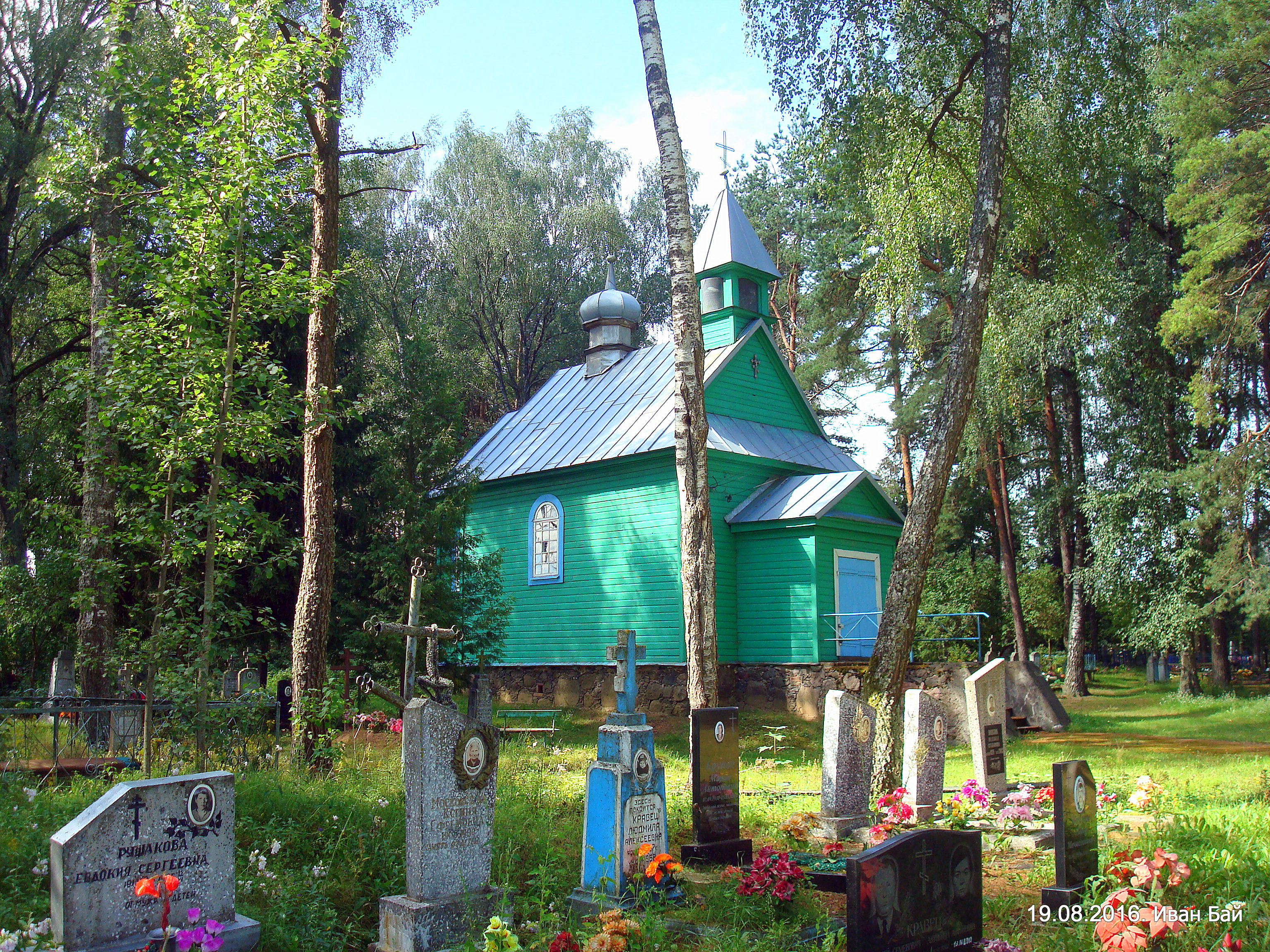
Cerkiew św. Jerzego Zwycięzcy w Drui
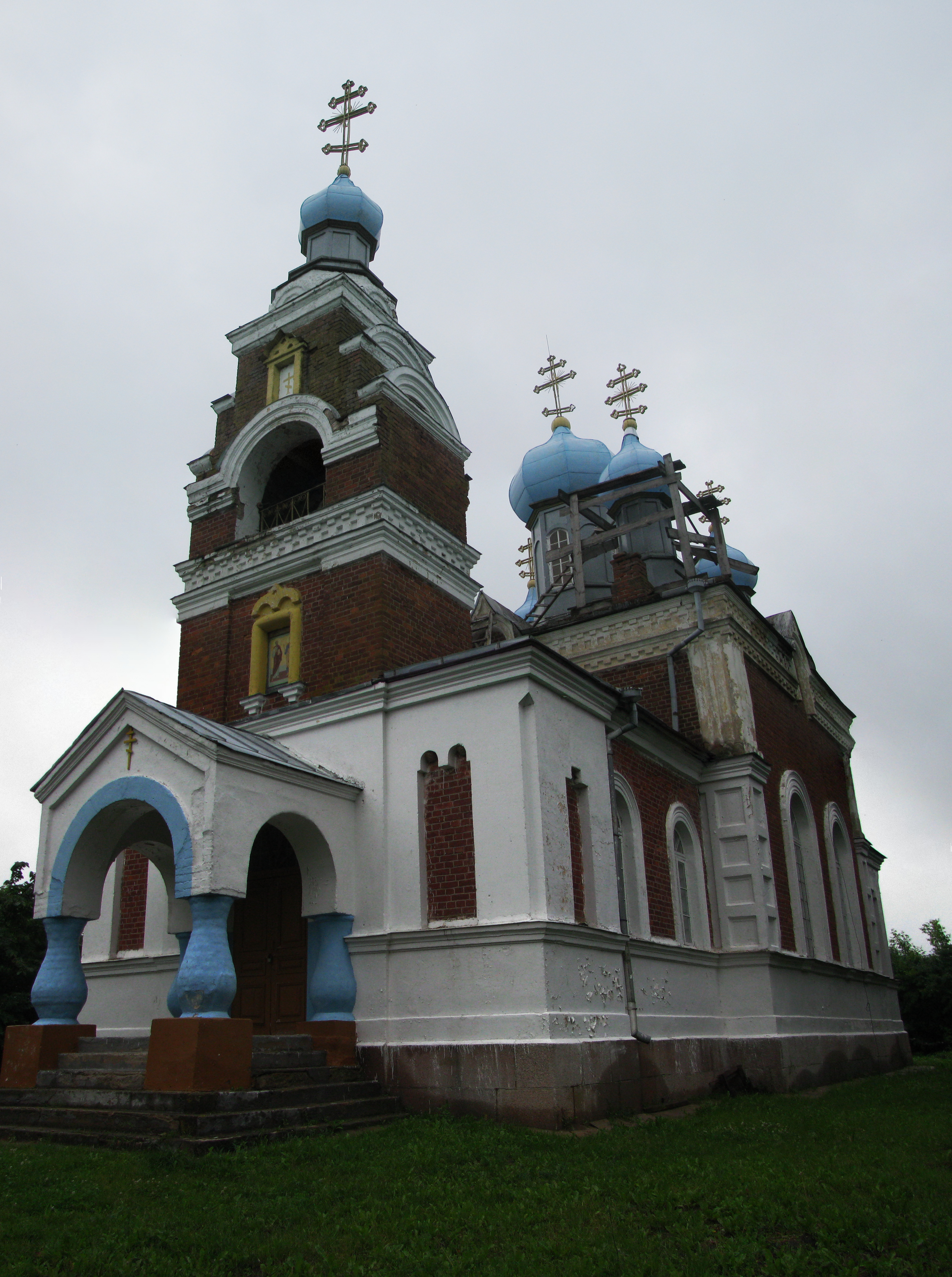
Cerkiew Świętych Apostołów Piotra i Pawła w Dryświatach
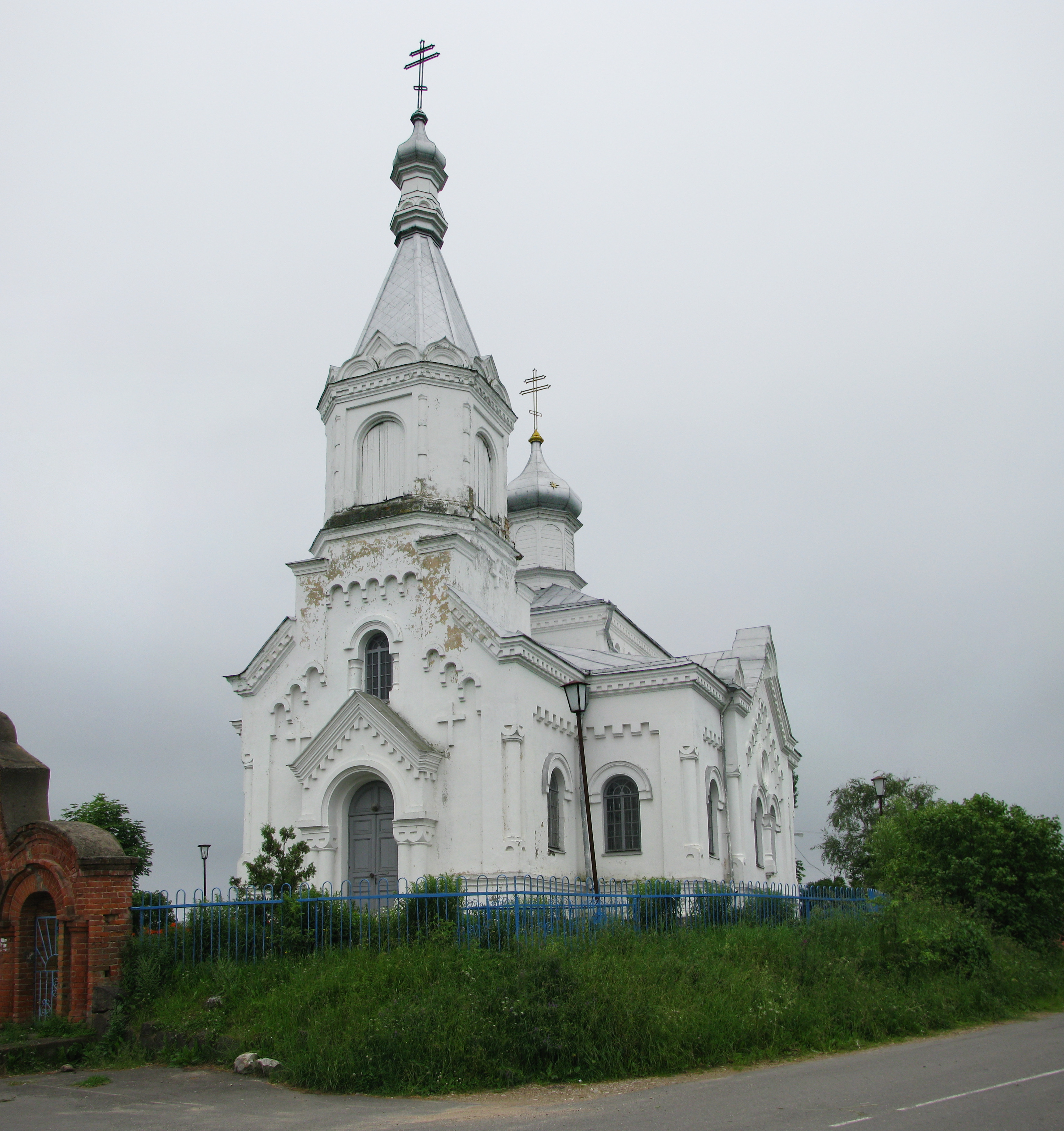
Cerkiew św. Mikołaja Cudotwórcy w Ikaźni